# Samuel Huber
Samuel Huber (* 21. Mai 1547 in Burgdorf; † 23. März 1624 in Osterwieck) war ein Schweizer lutherischer Theologe.

## Leben
Huber wurde als Sohn des damaligen Rektors der Burgdorfer Stadtschule Peter Huber und dessen Frau Apollonia geboren. 1561–65 studierte er in Bern, anschließend in Basel, Heidelberg und Marburg. Nachdem er 1567 die Stelle eines Konrektors der Schule in Bern versehen hatte, absolvierte er ab 1569 die Stelle eines Provisors daselbst. 1570 wurde er Pfarrer in Büren an der Aare, wofür er die Confessio Helvetica posterior unterzeichnen musste. Ab 1576 war er Pfarrer in Saanen und ab 1581 in seinem Geburtsort Burgdorf, später Vizedekan des Kapitels Burgdorf. Er wandte sich der lutherischen Theologie und Liturgie zu, wodurch er zum Auslöser des Berner Prädestinationsstreits von 1588 wurde, da er die calvinistische Abendmahls- und die Prädestinationslehre bestritt.
Bei einem Gespräch in Mömpelgard im Mai 1586 verschärften sich die Auseinandersetzungen. Huber, der sich auf die Seite von Jakob Andreae geschlagen hatte, kritisierte vor allem Théodore de Bèze, dessen Lehre er als unchristlich und gräulich titulierte. Dafür wurde er 1587 vom Kirchengericht gemassregelt. Dennoch konnte auch unter Hinzuziehung auswärtiger Theologen keine Einigung erzielt werden. Um Ruhe zu schaffen, entliess man Huber aus dem schweizerischen Kirchendienst.
Er ging nach Württemberg, unterschrieb die Konkordienformel und erhielt eine Stelle in Derendingen. Hier verfasste er einige Streitschriften gegen Jesuiten und Reformierte und ein lateinisches Werk, in dem er in 1329 Thesen der calvinistischen Prädestinationslehre widersprach. Dadurch wurde man auf Huber in Sachsen aufmerksam und berief ihn als Professor an die theologische Fakultät der Universität Wittenberg.
Von seiner Berufung erhoffte man sich, einen Mitstreiter gegen die Calvinisten und Kryptocalvinisten gefunden zu haben. Daher fand er auch freundliche Aufnahme an der Universität und konnte den erforderlichen Doktorgrad der Theologie am 30. September 1592 unter Polycarp Leyser erwerben. Er erwies sich jedoch als rechthaberisch und provokativ und geriet dabei vor allem mit Ägidius Hunnius dem Älteren und Salomon Gesner in eine heftige Auseinandersetzung. Vor allem Hunnius, der die lutherische Orthodoxie in Wittenberg weiterentwickelt hatte, griff Huber mit seinem zu weitläufig interpretierten Gnadenunversialismus an. Da er von seinem Standpunkt nicht weichen wollte und dadurch die Auseinandersetzungen nicht beigelegt werden konnten, entließ man ihn 1594 aus seinem Amt und wies ihn aus dem Kurfürstentum Sachsen aus.
1594 immatrikulierte er sich als Graduierter gemeinsam mit seinem Sohn Salomon Huber an der Universität Rostock und hielt sich später noch an mehreren Orten auf. 1611 setzte ihm Herzog Friedrich Ulrich von Braunschweig-Wolfenbüttel eine Art Stipendium aus. Er starb nach unsteter Wanderschaft im Alter von 77 Jahren in Osterwick in der Nähe von Halberstadt bei seinem Schwiegersohn.

## Werke (Auswahl)
- Carmen elegiacum, scriptum in honorem nuptiarum M. Sixti Huberi et virginis Magdalenae Schwegerlin. Nürnberg 1583
- De Peste,  Themata, Sacra Tria. In quibus Potissmum, horum opinio confutatur, qui illam et contagiosam, et fugiendam esse asserunt. Basel, 1584 (Digitalisat)
- Widerlegung d. Büchlins, welches Jörg Scherer, ein Jesuit, von einer newen und unerhörten Monstranßen, sampt angehenckten sibenzehen Ursachen, daß man von d. Luther, das heilig Nachtmahl unsers Herrn Jesu Christ nicht empfangen solle, in jüngst verschiner Herbstmeß hat außgehn lassen. Tübingen 1584; ebd., 1589;
- Theses, Christum Jesum Esse Mortuum Pro Peccatis Totius Generis Humani : Denuo Excusae, Et Ab Autore Recognitae, Atque, Ubi Opus Erat, Marginalibus, & quibusdam insertis. Präses:  Stephan Gerlach. Gruppenbach, Tübingen, 1590, 1592. (Digitalisat)
- Gründtliche vnd außführliche Beweisung Dasz die Heidelbergische Theologen in jhrem newlich außgesprengten Gemäld zweier Bethladen mit boßhafftigem, falschem laugnen und fürgeben, jhre grewliche Lehr wider das Leiden unsers Herrn vnd Erlösers Jesu Christi verdecken vn[d] verbergen. Dargegen aber in andern jren Büchern offentlich bekennen und  auszbreiten ... . Tübingen, 1590 (Digitalisat)
- Compendium Thesium Samuelis Huberi, de Universali Redemptione generis Humani, Facta per Christum Jesum, Contra Caluinistas. Tübingen, 1590 (Digitalisat)
- Gegensatz Der Lutherischen und Calvinischen, oder Zwinglischen Lehr, in ettlichen fürnemen strittigen Articuln. Tübingen, 1591 (Digitalisat)
- Außfuehrliche Erklærung vnd Widerlegung. Des schrœklichen Jesuitischen, Catholischen Fegfewrs: Jn sonderheit, wie Robertus Bellarminus, ein Jesuit, dasselbig nach allem Grund der Papistischen Kirchen beschriben hat. Tübingen, 1590, (Digitalisat)
- Bericht, Wie unbestendig und untheologisch, D. Johan. Jacob Gryneus, und seine Mitgesellen, die vertheidigten, unnd gleich darauff vor der Obrigkeit widerumb verlaugneten vier Artickel belangend, sich erzeigt haben. Tübingen, 1590 (Digitalisat)
- Von der Calvin. Predicanten Schwindelgeist, unnd der gerechten Gericht Gottes über dise sect. Tübingen 1591
- Bericht von dem Büchlin, welchs an jüngstuerschiner Fastenmeß. 1591
- Theses, Christum Iesum Esse Mortuum Pro Peccatis Totius Generis Humani: Denvo Excvsae, Et Ab Avtore Recognitate, Atqve, ... Marginalibvs, & quibusdam insertis scholijs plùs illustratae. Accesit Qvoqve Confvtatio Thesium Kimedoncij. Tübingen 1592 (Digitalisat)
- Gruendtliche Antwort, Auff den unwarhafften Gegenbericht ettlicher Schweitzerischen Theologen, als nemlich, Abraham Mæußlins vnd Peter Hybeners zu Bern, Johan Wilhelm  Stucken zu Zuerich, Doctoris Johannis Jacobi, Grynei zu Basel, und Johan Jetzlers zu Schaffhausen. Gestellt durch Samuel Hubern, von Burgdorff vnder der lœblichen Statt Bern diser zeit Pfarrern zu Derendingen, im Fuerstenthumb Wuertemberg. ... Sampt einer gruendtlichen außfuehrlichen Erzehlung/ was in der Disputation zu Bern zwischen Samuel Hubern vnd obgedachten Schweitzerischen Theologen gehandelt worden. Tübingen, 1591 (Digitalisat)
- Beständige Entdeckung d. calvin. Geistes, welcher d. Leiden Christi f. unsere Sünden verleugnet. Wittenberg 1592;
- Drey Figurn, welche anzeigen, wie die Calvinische lehr zur Christverleugnung und endlicher verzweifflung angericht seye. Wittenberg, 1593 (Digitalisat)
- Examen Institutum theseōn Disputationis de Praedestinatione. Resp. Bartholomäus Reisig[4]. (Digitalisat)
- Disputationis XVI Theses de Clavibus Ecclesiae Dei. Resp. Johann Wezel[5]. (Digitalisat)
- Disputatio Tertia contra Calvinistas. Quod Faciant deum Autorem Peccati. Resp. Andreas Schafmann[6]. (Digitalisat)
- Disputatio XXIII. De Coniugio & Divortio, quam, divina fauente gratia. Resp. Adam Vegetius[7]
- Oratio de Dissidiis Ecclesiae Diiu Dicandis. Wittenberg, 1593 (Digitalisat)
- Bestendige Entdeckung des Caluinischen Geists, welcher sich unterstehet das Leiden Jesu Christi, fuer vnsere Suende, zu verlæugnen ...  Gestellet  Fuernemlich wider drey Heydelbergische Christverlæugner. I. Daniel Tossanum, Prediger daselbst. II. Den Meister mit dem Guelden Kleinodt. III. Den Meister mit der Guelden Himmels Leiter. Wittenberg, 1593 (Digitalisat)
- Disputatio Prima contra Calvinistas. De Fine, Aa quem Homo Conditus. Resp. Johann Terellio[8] (Digitalisat)
- Zwo Predigten. Eine Uber den Spruch Pauli, 1. Timoth. 2. Gehalten vor dem Hertzogen in der Schloß Capellen zu Stutgart, zu einem Valete. Die Andere, Uber den spruch 2. Pet. 2.|| Gehalten zu Wittemberg in der Pfarrkirchen in zweyen Sontægen. Darinnen der Grundt des Caluinischen Abfals vom Heiligen Euangelio, kuertzlich entdeckt wird. Wittenberg, 1593 (Digitalisat)
- Disputatio V. de ENANTHRŌPĒSEI Seu Incarnatione filii dei, Duarumque in ea Naturarum Hypostatica unione. Präsens: Joachim Praetorius. Wittenberg, 1593 (Digitalisat)
- Gegensatz Der Lutherischen, vnd Caluinischen oder Zwinglischen Lehr, in etlichen fuernemen streitigen Artickeln gestellet, und widerumb ubersehen. Wittenberg, 1593. (Digitalisat)
- Protestation wider Johann Wilhelm Munk zu Zürich, D. Johann Jakob Jetzlern zu Schaffhausen. Wittenberg 1593 (Digitalisat)
- Demonstratio fallaciarum Calvini indoctrina de coena domini. Wittemberg 1593.
- De dissidiis ecclesiae dijudicandis oratio. 1593 (Digitalisat)
- Disputatio X. De Libertate kai exousía Mentis & voluntatis in Conuersione Hominis. Resp. Georg F. Rosenkranz[9] Wittenberg, 1593.
- Disputatio secunda contra Calvinistas, et praesertim Synopsin Kimedoncij. De Cothurnis Sufficientiae et Effiientiae, quibus iam caeteris, subsidijs exuti, aduersus meritum & passionem Iesu Christi ingrediuntur. Resp. Vitus Wolfrum[10]. (Digitalisat)
- Christliche Predigten  Uber den CXXIX. Psalm Dauids. Darinnẽ angezeiget wird, wie die Caluinische Schwermer, der Kirch zu Wittemberg/ vnnd im  gantzen Churkreiß, seyen mit jhrem  Heillosen Pflug/, uber den Ruecken gefahren. Auff ein newes durchsehen. Wittenberg 1594 (Digitalisat)
- Protestation Samuel Hubers. Professorn der H. Schrifft zu Wittemberg. Wider Johan Wilhelm Stuck zu Zuerich, D.Johann Jacob Gryneum zu Basel, und Johan Jetzlern, Welcher sich seithero hat Gratianum Serleyum tauffen lassen zu Schaffhausen, die anklagten drey Schweitzerischen Theologen. Welche in jhrer Legation zu Bern, Abraham Meußlein unnd Peter Hybener zu gunst, haben falsche faule, kundtschafft geredt ...  die Aydgnoßschafft zu verfuehren. Wittenberg 1594. (Digitalisat)
- Bescheidenliche Antwort  Auff das kurtze deutsche im druck ausgesprengete Bekentnis D. Samuel Hubers, von der ewigen Praedestination, Versehung, Verordnung und Erwehlung der Menschen zur  Seligkeit.... Gestellet durch die Theologische Facultet zu Wittemberg. Wittenberg 1595. (Digitalisat)
- Epistola Facultatis Theologicae in Academia Rostochiensi ad Theologos VVittebergenses, 4. Julij Anno 1595. scripta, de Electione seu Praedestinatione hominum ad vitam aeternam. Nunc verò ad retundendam  D. Samuelis Huberi de consensu Rostochiensi jactantiam, publicata per Theologicam Facultatem in Academia VVittebergensi. Wittenberg, 1595. (Digitalisat)
- Kurtze Erjnnerung Von gegenwertigem Zweytracht uber die Lehre von  der Gnaden Wahl. Die Ableyhnung etlicher bœser Verleumbdungen, Auch vnter andern, von des  Leiptzischen Tumults wegen  D. Samuel Huber. Mühlhausen, 1595. (Digitalisat)
- Antwort auff die Heydelbergische Artickel, Welche einer mit approbation der Theologischen Facultet daselbst, wider mich Samuel Hubern, aus der Wittembergischen Theologen Lateinischer Famoßschrifft ... außgebreittet hat. Mit angehengter kurtzer verzeichnung, Was die Caluinische Lehre sey. Mühlhausen, 1595. (Digitalisat)
- Bestaendige Bekandtnusz D. Samuel Hubers, ob Gott durch seinen lieben Sohn Jesum Christum nur allein etlich wenig Menschen oder zumal inn seinem Rath und Willen ohne Außschluß einiges Menschen vom Todt allesampt erloest ... hab. Oberursel, 1595. (Digitalisat)
- Notwendige Endeckung, Wie D: Lucas Osiander in seiner Predigt von der GnadenWahl, die verzweyffelte Caluinische Lere versteckt, mit Fuersatz, dieselbige in die reine, Christliche Kirchen in Wuertemberg, und sonst allenthalben eynzuschmeicheln. Mit angehengter Erinnerung. Oberursel, 1596. (Digitalisat)
- Antwort auf Pistorii 1596.
- Sendbrieffe vnd Antwort  Auff D: Jacob Heylbrunners Sendbrieffe, in dieser Herbstmesse des 97. Jars, durch die Wuertenbergische Facultet in Truck gegeben. Darin sich finden sol, was diese Conspiranten unter und mit einanderen fuergenomen haben. Oberursel, 1597: (Digitalisat)
- Historische Beschreibung Des gantzen Streits, zwischen D.Hunnen vnd D.Hubern, von der Gnadenwahl, Wie derselbige entsprungen, und biss daher zugenomen habe. Sampt entdeckung des Ungrunds, so wider alle Warheit davon hin vnd wider ausgestrewet ist worden. Oberursel, 1597. (Digitalisat)
- Kurtze Anleytunge unnd Nachrichtunge, Wie man D.Egidium Hunnen vnd D.Lucam Osiandern, sampt jrem Anhang, examinieren, vnd dieselbigen in mitten des Leugnens in aller Caluinisterey erhaschen solle. 1597. (Digitalisat)
- Rettung Meiner allezeit bestendigen Bekantnus Von Der Gnadenwahl Darinnen Auff dismal hindan gesetzt aller Nebenstreitten alles und allein was zum Hauptstreit gehörig ... erkleret wird. 1597. (Digitalisat)
- Wider den Abfall Zum Caluinischen Antichrist. Trewhertzige Warnung und Erjnnerung. Oberursel, 1598 (Digitalisat)
- Sendbrieff. An die ...  Burgermeister  vnd Rhat der lœblichen Statt  Zuerich. Darjnnen sie erjnnert ... werden, was jre  Kirchendiener vnter dem Schein einer Antwort, auff  D.Philippi Nicolai Buchfuer ein Werck wider Jesum Christum vnd sein heiliges Euangelium, dasselbig zu verleugnen unter handen haben. Oberursel, 1598. (Digitalisat)
- Clangores Tubae Adversus Theodorum Bezam. Vt priusquam in alterum exspirat seculum, huc Respiciat & perpendat, quanto totum Christianum orbem, usque in decrepitam aetatem suam, afflixerit malo. Omnibus Sectae huius Symmystis in Spectaculum et terrorem ... . Oberursel, 1598 (Digitalisat)
- Bericht vnd Antwort, uber die Frage Ob man der Türcken vnd anderer vngläubigen Eltern Kinder teuffen solle : Darinn eines Theologen schädlicher Jrrthumb ... widerlegt wird. Oberursel, 1599. (Digitalisat)
- Die Ewige unnd Einige Grundfeste Auff welchem der Seligmachende Glaube stehen und verharren muss. Oberursel, 1599. (Digitalisat)
- Invicta veritas, de Facta in Christo Jesu. Electione et Praedestinatione generis humani, ad vitam aeternam. Detegitur D. Stephan Gerlachii ex eiusdem Disputatione, at fidem et  confessionem nostram reditus plenus fraudum, & periculi. Heinrich, Oberursel 1599. (Digitalisat)
- Explicatio et Confutatio Calviniani et Fraudulentissimi Diagrammatis. De Controuersia in coena Dominica, Subiuncentum est ei ex Oposito Lutheram Diagemma. Heinrich, Oberursel 1599. (Digitalisat)
- Erkendtnuß der wahren Christlichen Kirchen. Auß dem Evangelio, Matth. 16. Geprediget, Zu Hall in Sachssen in der Kirchen zur lieben Frawen. 1604. (Digitalisat)
- De Praedestinatione, Sive, De Providentia, Et Aeterna Filiorum Dei Ad Salutem Electione, Eiusque Particularitate, Fidei Praevisione, primo & absoluto Decreto, ac universali omnium hominum Electione, Liber Apologeticus : Pernitiosissimis Erroribus Doctoris Samuelis Huberi, Ut Et Calvinianorum Et Pontificiorum, Pelagianorumque oppositus, & immotis sacrarum literarum Testimoniis, Patrum & Doctorum saniorum authoritatibus munitus, Adversariorum vero argumenta & rationes inquirens, examinans, refutans Conscriptus A Magno quodam Theologo. Spiess, Frankfurt am Main 1604. (Digitalisat)
- Appellatio Et Provocatio. Samuelis Huberi ... Ad Omnes Et Singulos Theologos, Superintendentes, Pastores, Diaconos Ecclesiae Jesu Christi, Augustanam confessionem profitentes : In Qua Iudicium ab his petitur: An aequum & Christianum sit, Fidei Confessionem aeditam sub titulo, Erklerung uber diese Proposition, Das Gott in Christo Jesu alle Menschen zum leben verordnet und erwehlet hat: abnegando & recantando, anathemati subiicere. 1604. (Digitalisat)
- Articulus De Providentia Dei; Et Aeterna Praedestinatione Seu Electione filiorum Dei ad salutem, Per Quaestiones Et Responsiones ex immoto Dei verbo pertractatus : Refutatur Partim In Praefatione, Partim In Ipso Libro, Dogma Calvinisticum, praesertim D. Danielis Tossani Theses de Pelagianismo: tum etiam respondetur ad D. Samuelis Huberi chartas, de promiscua omnium hominum, etiam finaliter impoenitentium, Electione & Praedestinatione ad vitam aeternam, Authore Aegidio Hunnio, S. Theol. D. Cui sub calcem huius Libri adiecta est Epistola Rostochiensium, ad Theologos Witebergenses exarata; ad retundendam D. Samuelis Huberi de suo cum Rostochiensibus consensu extremae vanitatis iactantiam. Wittenberg, 1605. (Digitalisat)
- Anti-Bellarminus: hoc est, Confutatio eorum, quæ adversus Christianam fidem, pro tuenda Pontificia, sua religione ... disputavit ... R. Bellarminus Cardinalis. 6 Bände. Vogd, Goslar, 1607. (Digitalisat Band 1)
- Bapsts Visierung mit seinem Fegfewer, darinnen er für das erste sich einen Stiffter vnd Heerführer des grossen Abfals vom seligmachenden Vertrawen anff [!] die Erlösung durch das Blut Jesu Christi erworben, Vnd demnach sein vnd seiner in falschen Erlösungen verführten Braut, Pein, vnd Hellische ewige Verdamniß durch seinen Cardinal Bellarminum zu erkennen für jedermans Augen selbst fürstellet vnd offenbaret. Goslar, 1609. (Digitalisat)
- Innhalt Von Der Christlichen Ritterschafft im wahren Glauben : Genommen aus den Psalmen Davids. Demnach wie und wo in der Noth ein jedes in seiner stelle/ also bald zufinden und zugebrauchen seye. Alles in Sechs ordentlich: HäuptStücke gefasset und abgetheilet. Mühlhausen, 1616. (Digitalisat)
- Rettung Der Christlichen grossen JubelFrewde, und Dancksagung zu Gott. Für die Erlösung aus des Bapsts zu Rom Hand und Rachen. Allhie wird das gantze Bapstthumb in allem seinem Grewel vollkomlich entdeckt und widerlegt; Gestelt wider Adam Cuntzen des Jesuwieders LästerSchrifft. Vogt, Goslar 1619. (Digitalisat)